# Chimarra colmillo
Chimarra colmillo là một loài Trichoptera trong họ Philopotamidae. Chúng phân bố ở vùng Tân nhiệt đới.